# Tsjoevasjische Autonome Socialistische Sovjetrepubliek
De Tsjoevasjische Autonome Socialistische Sovjetrepubliek of Tsjoevasjische ASSR (Tsjoevasjisch: Чӑваш Автономлӑ Совет Социаллӑ Республики, Russisch: Чувашская Автономная Советская Социалистическая Республик) was een autonome republiek van de Sovjet-Unie die op 16 juli 1921 opgericht werd. Na de ontbinding van de Sovjet-Unie in 1991 werd het omgevormd tot autonome republiek Tsjoevasjië van de Russische Federatie. 

## Geschiedenis
Deze autonome socialistische sovjetrepubliek had een oppervlakte van 18.000 vierkante kilometers aan de rechteroever van de Wolga, zestig kilometer voor de samenvloeiing met de Kama en 700 kilometer ten oosten van Moskou. De Tsjoevasjische Autonome Socialistische Sovjetrepubliek ontstond in 1925 uit de Tsjoevasjische Autonome Oblast. De Autonome Socialistische Sovjetrepubliek verklaarde zich in 1990 onafhankelijk van de Sovjet-Unie ging het gebied op in de autonome republiek Tsjoevasjië.